# Parafia św. Jana Chrzciciela w Pieniążkowie
Parafia św. Jana Chrzciciela w Pieniążkowie – rzymskokatolicka parafia w diecezji pelplińskiej.
Od 1988 roku proboszczem jest ks. Roman Antoni Ossowski. 

## Zasięg parafii
Na obszarze parafii leżą miejscowości: Dąbrówka, Dębiny, Duże Wiosło, Kolonia Ostrowicka, Mała Karczma, Małe Wiosło, Ostrowite, Półwieś, Stary Młyn, Włosienica. Tereny te znajdują się w gminie Gniew, w powiecie tczewski, w województwie pomorskim.